# 西川正身
西川 正身（にしかわ まさみ、1904年9月15日 - 1988年1月25日）は、日本のアメリカ文学者。

## 人物・来歴
東京生まれ。父は大審院判事となった西川一男。府立四中、第一高等学校を経て、東京帝国大学文学部英文科を1929年に卒業。母校の府立四中勤務ののち、1935年、東京商科大学予科教授、1951年、東京大学文学部英文科教授、62年、アメリカ文学講座初代教授となる。1963年退官後は教授職には就かず、非常勤講師をしながら研究に専念。勤続年数が少なかったが、1987年、東京大学より名誉教授の称号を与えられる。ドイツ現代史研究者の西川正雄は息子。
当初は、ウィリアム・シェイクスピア、サマセット・モームなど英国作家も視野に入れて広く英語文学を研究し、
のちアンブローズ・ビアスを生涯の研究対象とした。

## 著書
- 『アメリカ文学ノート』（文化書院） 1947
- 『アメリカ文学覚え書』（研究社） 1959
- 『孤絶の諷刺家 アンブローズ・ビアス』（新潮選書） 1974
- 『アメリカ文学研究余滴 西川正身エッセイ集』（渡辺利雄・島田太郎編、研究社出版） 1991

### 翻訳
- 『女性と文学』（ヴァーヂニア・ウルフ、安藤一郎共訳、青木書店） 1940。のち改題『私だけの部屋』（新潮文庫）
- 『レスター先生の學校』（メアリー・ラム / チャールズ・ラム、國立書院） 1947
- 『サンクチュアリー』（W・フォークナー、龍口直太郎共訳、月曜書房） 1950。のち新潮社「現代世界文学全集」、中央公論社「世界の文学」
- 『ウィンザーの陽気な女房たち』（シェークスピア、三神勲共訳、河出書房） 1952
- 『読書案内』（W・S・モーム、岩波新書） 1952。岩波文庫 1997
- 『赤い小馬』（ジョン・スタインベック、新潮社） 1953。のち新潮文庫、偕成社文庫
- 『いのちの半ばに』（アンブローズ・ビアス、岩波文庫） 1955、改版1982
- 『フランクリン自伝』（フランクリン、松本慎一共訳、岩波文庫） 1957、改版2010
- 『デイジー・ミラー』（ヘンリー・ジェイムズ、新潮文庫） 1957
- 『世界の十大小説』上・下（W・S・モーム、岩波新書） 1958-1960。岩波文庫 1997
- 『悪魔の辞典』（アンブローズ・ビアス、岩波書店） 1964、増補版 1983、岩波文庫 1996
- 『アメリカの歴史』全3巻（サムエル・モリソン監修・訳、集英社） 1970-71。集英社文庫 全5巻 1997
- 『人間の権利』（トマス・ペイン、岩波文庫） 1971